# قدم یازدهم
قدم یازدهم یک داستان کودک اثر سوسن طاقدیس است که در سال ۱۳۸۳ از سوی کانون پرورش فکری کودکان و نوجوانان منتشر شد. این کتاب برگزیده دومین دوره جایزه ادبی پروین اعتصامی و بیست‌وسومین دوره کتاب سال جمهوری اسلامی ایران شده است.